# Symposiachrus verticalis
Symposiachrus verticalis là một loài chim trong họ Monarchidae.